# Póvoa de Rio de Moinhos
Póvoa de Rio de Moinhos ist ein Ort und eine ehemalige Gemeinde (Freguesia) im portugiesischen Kreis Castelo Branco. In ihr wohnten 643 Einwohner (Stand 30. Juni 2011).
Am 29. September 2013 wurden die Gemeinden Póvoa de Rio de Moinhos und Cafede zur neuen Gemeinde União das Freguesias de Póvoa de Rio de Moinhos e Cafede zusammengeschlossen. Póvoa de Rio de Moinhos ist Sitz dieser neu gebildeten Gemeinde.